# Феодор (Мамасуев)
Митрополит Фео́дор (в миру — Алекса́ндр Семёнович Мамасу́ев; 4 ноября 1966, Самбор, Львовская область, УССР) — епископ Украинской Православной Церкви; митрополит Мукачевский и Ужгородский.

## Биография
Родился в 1966 году в городе Самбор Львовской области (УССР) в семье военнослужащего.
С 1973 по 1983 год учился средней школе № 7 г. Самбора. В 1983 году поступил в сельскохозяйственный техникум города Рудки.
В 1985—1987 проходил службу в Советской армии. После демобилизации окончил техникум и в 1988 году поступил в Московскую духовную семинарию.
В 1989 году принял монашество в Троице-Сергиевой лавре с именем Феодор в честь священномученика Феодора, архиепископа Александрийского.
31 декабря того же года был рукоположён в сан иеродиакона архиепископом Дмитровским Александром (Тимофеевым). В мае 1990 года был рукоположён в сан иеромонаха.
В 1990 году был направлен в Мукачевский Свято-Николаевский женский монастырь, с мая 1996 — архимандрит, с 1997 года — духовник данного монастыря.
В 1992 году окончил семинарию, после чего вступил в Московскую духовную академию.
В 1994 году был возведён в сан игумена архиепископом Мукачевским Евфимием, а в мае 1996 года — в сан архимандрита митрополитом Киевским Владимиром.
В 1996 году которую окончил Московскую духовную академию.
С 1997 года нёс послушание духовника Мукачевского Свято-Николаевского женского монастыря. В этой обители он трудился до дня избрания его епископом Мукачевским и Ужгородским.
С 21 декабря 2007 года избран епископом Мукачевским и Ужгородским. 22 декабря наречён в сан епископа в Киево-Печерской Лавре.
23 декабря 2007 года в Трапезном храме Киево-Печерской лавры хиротонисан в сан епископа Мукачевского и Ужгородского. Хиротонию совершили: митрополит Киевский и всея Украины Владимир (Сабодан), митрополит Луганский и Алчевский Иоанникий (Кобзев), архиепископ Винницкий и Могилёв-Подольский Симеон (Шостацкий), архиепископ Вышгородский Павел (Лебедь), архиепископ Белоцерковский и Богуславский Митрофан (Юрчук), епископ Северодонецкий и Старобельский Агапит (Бевцик), епископ Александрийский и Светловодский Пантелеимон (Бащук), епископ Хотинский Мелетий (Егоренко), епископ Бориспольский Антоний (Паканич), епископ Нежинский и Батуринский Ириней (Семко), епископ Ивано-Франковский и Коломыйский Пантелеимон (Луговой), епископ Кременчугский и Хорольский Евлогий (Гутченко), епископ Переяслав-Хмельницкий Александр (Драбинко)
21 июля 2009 года митрополитом Владимиром возведён в сан архиепископа.
19 июня 2014 года назначен на должность ректора Ужгородской украинской богословской академии имени святых Кирилла и Мефодия с поручением провести реорганизацию академии в соответствии с Концепцией высшего духовного образования Украинской Православной Церкви, однако к исполнению обязанностей не приступил из-за того, что архимандрит Виктор (Бедь) отказался сложить с себя функции ректора.
23 декабря 2014 года был освобождён от должности ректора Ужгородской украинской богословской академии имени святых Кирилла и Мефодия в связи с ликвидацией последней.
23 июля 2018 года митрополитом Киевским и всея Украины Онуфрием (Березовским) возведён в сан митрополита.

## Награды
21 августа 2020 года стал кавалером ордена «За заслуги» II степени.